# La Phong
La Phong (tiếng Trung: 羅烽, 1909 - 1991) là bút hiệu của một văn sĩ Trung Hoa.

## Tiểu sử
Ông La Phong có nguyên danh là Phó Nãi Kỳ (傅乃琦), sinh ngày 13 tháng 12 năm 1909 tại quận Tô Gia Đồn, thành Thẩm Dương, tỉnh Phụng Thiên. Ông gia nhập Đảng Cộng sản Trung Quốc vào năm 1928 và cũng năm đó kết hôn với nữ sĩ Bạch Lãng.

## Tác phẩm
- 長篇小說《滿洲的囚徒》
- 短篇小說集《呼蘭河邊》、《橫渡》、《糧食》、《故鄉集》
- 中篇小說集《歸來》、《莫雲與韓爾謨少將》
- 話劇劇本《國旗飄揚》、《台兒莊》、《總動員》
- 詩集《碑》（三部曲）
- 《羅烽文集》[1][2]

## Gia thế
- Phu nhân: Bạch Lãng
- Dưỡng nữ: Kim Ngọc Lương
- Ái nữ: Bạch Oánh[5]
- Trưởng nam: Phó Anh